# Bitva u Oudenaarde
Bitva u Oudenaarde (11. červenec 1708) představuje jednu z nejvýznamnějších bitev válek o dědictví španělské. Marlborough s Evženem Savojským v ní připravili drtivou porážku francouzské armádě vedené vévodou Burgundským a vévodou z Vendôme.
Bitva je považována za velmi neobvyklou (vzhledem ke své době), protože obě armády se srazily v podstatě za pochodu, tj. zcela nesešikované, bojovaly od počátku z části „naslepo“ a následně došlo k roztažení sil obou vojsk do neobvyklé šíře. K úspěchu protifrancouzské aliance velmi přispěl fakt, že Princové dvojčata jednak lépe pochopili zákonitosti tohoto neobvyklého boje a lépe se zorientovali v nastalém zmatku, jednak projevili hluboké vzájemné porozumění a dokonalou spolupráci. Evžen Savojský (který původně neměl žádné vlastní jednotky a převzal velení nad částí Marlboroughových vojsk) na sebe po dlouhou dobu poutal nepřítele v blízkosti řeky Šeldy a umožnil Marlboroughovi provést obchvatný manévr a rozdrtit francouzské pravé křídlo.
Francouzské straně naopak velice uškodilo, že nezkušený a nepříliš schopný vévoda Burgundský (později známý jako Malý dauphin) nerespektoval rady ani pokyny vévody z Vendôme a oba vojevůdci si činili každý podle svého, s minimálními ohledy na toho druhého. Výsledkem bylo, že patrně pouze noc zachránila jejich armádu před naprostým zničením. Marlborough po bitvě napsal své ženě: Věřím, že kdybychom měli štěstí a získali 2 hodiny denního světla navíc, mohli jsme dnes vyhrát celou válku.